# Malcolm T. Stamper
Malcolm Stamper (4 de Abril de 1925 - 14 de Junho de 2005) foi o presidente da Boeing que por mais tempo permaneceu no cargo, sendo famoso por feitos históricos como liderar 50.000 pessoas numa corrida para construir o Boeing 747. Stamper cresceu em Detroit e juntou-se à Boeing em 1962 depois de trabalhar para a General Motors. A sua primeira tarefa foi vender a critica divisão de turbinas que estava a dar prejuízos à empresa, algo que conseguiu concluir com sucesso. Depois deste sucesso, o presidente da Boeing William M. Allen pediu a Stamper para liderar a criação e produção de um jogo jato comercial, sobre o qual dependia o futuro de toda a empresa, o 747. Este feito monumental que envolveu a gestão de recursos humanos de 50.000 indivíduos, juntamente com a construção da maior fábrica alguma vez construída no mundo, que teria o tamanho de 40 campos de futebol.
Em 1978, Stamper era um de apenas doze executivos empresariais a ganhar mais de um milhão de dólares.
Stamper serviu como presidente da companhia e como membro do quadro de directores de 1972 até 1985, altura em que se tornou vice-presidente do quadro. Durante a recessão de 1969 - 1970, Stamper responsabilizou-se e coordenou pessoalmente o despedimento de dois terços dos seus 101.000 empregados. Porém, no final dos anos 70, o 747 havia-se tornado num sucesso.
Quando Stamper se retirou da empresa, em 1990, a Boeing estava a começar a ser seriamente ameaçada pela McDonnell Douglas e pela Airbus. Após a sua retirada, dedicou-se a iniciar uma empresa de publicação de livros para crianças.